# Janko Tipsarević
Janko Tipsarević (sr. Јанко Типсаревић, Beograd, 22. lipnja 1984.), umirovljeni je srbijanski profesionalni tenisač. Pobjednik je juniorskog Australian Opena, dva futuresa i devet challengera. Prvi ATP naslov osvojio je 2011. u Kuala Lumpuru.

## Životopis
U Davisovu kupu Tipsarević je debitirao 2001. godine kada je u susretu protiv Poljske osvojio 3 boda za reprezentaciju Srbije i Crne Gore. Iste godine, na domaćem terenu, osvaja svoj prvi futures turnir svladavši u finalu Ramíreza Hidalga. Tjedan dana poslije, opet u SCG, igra finale futuresa, ali ovog puta od njega je bio bolji Hidalgo. Godine 2002. godine igra na razini prethodne i također osvaja dva futuresa.
Premijeru na ATP turniru Tipsarević je imao u Indianapolisu 2003. godine, gdje je u susretu prvog kola pobijedio zemljaka Nenada Zimonjića, ali je već sljedeći meč izgubio od Kafeljnikova. Kroz kvalifikacije se probio i u glavni turnir US Opena, ali ga je tamo zaustavio Mark Philipoussis. Godinu je zaključio osvajanjem challengera u Zellu i Toranceu.
U 2004. godini veći su mu uspjesi proboj u glavni turnir Roland Garrosa i Wimbledona, te izborena druga kola turnira u Šangaju i Stockholmu. Bio je najbolji i na challengerima u Ostravi i Belo Horizontu u pojedinačnoj konkurenciji, te u Furthu (s Garciom) i Weidenu (sa Zovkom) u parovima.
Na startu 2005. godine izborio je drugo kolo Australian Opena. U svibnju prvi puta ulazi u Top 100 (90). Igrao je i drugo kolo Roland Garrosa te treće kolo Wimbledona. U igrama parova izborio je četvrtfinale turnira u Umagu (s Đokovićem) i četvrtfinale u Ho Chi Mina (s Baghdatisom).
U 2006. godini ostvario je najbolji ranking karijere (65. mjesto) i postao drugi srpski reket. Osvojio je četiri challengera: u Beogradu, Samarkandu, Bukhari i Monsu. 
Tek u 2007. godini Tipsarević bilježi dosta nastupa na ATP turnirima. No, počeo ju je vrlo loše jer je na sedam turnira zaredom izgubio već u prvom kolu. Jedini veći uspjeh u ovoj godini napravio je probojem u treće kolo turnira iz Masters serije u Indian Wellsu, gdje je pobijedio mnogo bolje rangirane igrače, Srichaphana i Hewitta. Vrlo dobru igru pokazao je na drugom Grand Slam turniru sezone, Roland Garrosu, gdje je došao do trećeg kola. U drugom kolu načinio je iznenađenje pobijedivši Marata Safina, ali ipak nije mogao pružiti dostojan otpor Španjolcu Robredu koji ga je svladao s 3:0. Ali već na Queen's club turniru prolazi u drugo kolo, a sljedećeg tjedna u nizozemskom Ordina Openu dolazi do četvrtfinala. Na Wimbledonu pravi prvorazredno iznenađenje i dolazi do osmine finala pobjedama u pet setova u sva tri susreta (uključujući i pobjedu nad petim tenisačem svijeta Fernandom Gonzálezom) i tako prvi put u karijeri ulazi u Top 50.
Na otvaranju sezone 2008. zamalo je priredio senzaciju u susretu 3. kolu Australian Opena protiv Federera. Branitelja naslova odveo je u neizvjesnost petog seta, gdje je, zahvaljujući samo većem iskustvu, Federer odnio pobjedu. Bilo je 6:7, 7:6, 5:7, 6:1 i 10:8 za prvog igrača svijeta.
Tipsarević je narednih godina sa sve većim uspjehom nastupao na ATP Touru, što mu je 2011. donijelo dva osvojena turnira, Kuala Lumpur i Moskvu, te 9. mjesto na ATP listi. Sljedeće je godine osvojio Stuttgart i ostvario najbolji plasman karijere, 8. mjesto.
Otvorio je 2013. trijumfom u Chennaiju.
Godine 2010. Tipsarević je osvojio Davisov kup kao dio reprezentacije Srbije.
Trenutačno je bez trenera.

## Osvojeni turniri

### Pojedinačno (4 ATP)
| Br. | Datum               | Turnir       | Suparnik u finalu     | Rezultat      |
| 1.  | 2. listopada 2011.  | Kuala Lumpur | Marcos Baghdatis      | 6:4, 7:5      |
| 2.  | 23. listopada 2011. | Moskva       | Viktor Troicki        | 6:4, 6:2      |
| 3.  | 15. srpnja 2012.    | Stuttgart    | Juan Mónaco           | 6:4, 5:7, 6:3 |
| 4.  | 6. siječnja 2013.   | Chennai      | Roberto Bautista-Agut | 3:6, 6:1, 6:3 |

## Rezultati na Grand Slam turnirima
| Grand Slam      | 2003. | 2004. | 2005. | 2006. | 2007. | 2008. | 2009. | 2010. | 2011. | 2012. | 2013. |
| --------------- | ----- | ----- | ----- | ----- | ----- | ----- | ----- | ----- | ----- | ----- | ----- |
| Australian Open | -     | -     | 2k    | 2k    | 1k    | 3k    | 2k    | 2k    | 2k    | 3k    | 4k    |
| Roland Garros   | -     | 1k    | 2k    | 1k    | 3k    | 1k    | 3k    | 1k    | 3k    | 4k    |       |
| Wimbledon       | -     | 1k    | 3k    | 1k    | 4k    | 4k    | 2k    | 1k    | 1k    | 3k    |       |
| US Open         | 1k    | 1k    | 1k    | -     | 2k    | 1k    | 1k    | 3k    | 1/4F  | 1/4F  |       |

## Plasman na ATP ljestvici na kraju sezone
| 2002. | 2003. | 2004. | 2005. | 2006. | 2007. | 2008. | 2009. | 2010. | 2011. | 2012. | 2013. |
| ----- | ----- | ----- | ----- | ----- | ----- | ----- | ----- | ----- | ----- | ----- | ----- |
| 183.  | 161.  | 117.  | 139.  | 64.   | 52.   | 49.   | 38.   | 49.   | 9.    | 9.    |       |

## Vanjske poveznice
- Službena stranica (engl.)(srp.)
- Profil na stranici ATP Toura (engl.)